# Arrival
Arrival es el título del cuarto álbum de estudio del grupo sueco ABBA publicado en octubre de 1976. El álbum contiene la canción de mayor éxito del grupo, «Dancing Queen», así como otras bien conocidas de su repertorio como «Fernando», «Knowing Me, Knowing You» y «Money, Money, Money». 
En 2024, el álbum fue seleccionado para el Registro Nacional de Grabaciones por la Biblioteca del Congreso por ser "cultural, histórica y/o estéticamente significativo".
Con 329 versiones publicadas hasta 2022 es el álbum más reeditado en la trayectoria del grupo, destacando la edición de lujo de 2006 que incluye diversos bonus tracks y un DVD con presentaciones y especiales de televisión. Con sus 18 millones de copias vendidas estimadas (más de 13 en certificaciones) hasta el 2021 es el álbum de estudio más vendido del grupo.

## Grabación del álbum
Las primeras sesiones para grabar Arrival comenzaron el 4 de agosto de 1975. En ese primer día se comenzaron tres canciones; las dos primeras, «Olle Olle» y «Rock'n Roll», nunca fueron terminadas. No obstante, la otra pista, se convirtió en la canción más conocida del álbum (y probablemente del grupo): «Boogaloo» que, con la letra de Stig Anderson, tomó el nombre de «Dancing Queen» y se convirtió en el sencillo de más éxito del grupo a mediados de 1976 alcanzando el número uno en más de doce países de distintos continentes. En la actualidad, las ventas totales de «Dancing Queen» superan los 9 millones de copias vendidas. Esto sitúa a la canción como la más exitosa del grupo y la única en superar los 5 millones de copias vendidas.
Al día siguiente, el 5 de agosto, fue grabada la canción «Tango», posteriormente renombrada «Fernando (canción)». Originalmente «Fernando» no estaba pensada para ser grabado por el grupo sino por Frida. Después de que la versión en sueco se convirtiera en un éxito en Suecia el grupo lanzó una versión en inglés como primer sencillo de las sesiones para el álbum Arrival. Sin embargo no fue incluida en este disco aunque más adelante se incluyó como bonus track.
El 23 de marzo de 1976 ABBA regresó al estudio grabando la canción «Knowing Me, Knowing You», canción que sería lanzada como tercer sencillo del álbum a principios de 1977. Al día siguiente, el 24 de marzo, el cuarteto grabó el tema «That's Me» cara B de «Dancing Queen».
El trabajo en el álbum se fue aplazando hasta el 26 de abril cuando se graban los demos de «Why Did It Have To Be Me» y «Happy Hawaii». Más tarde, el 17 de mayo, tuvo lugar la grabación de «Money, Money, Money», inicialmente titulada «Gypsy Girl», que fue publiada como segundo sencillo del disco a principios de noviembre. El 14 de junio se termina de grabar el tema «Río de Janeiro» que se renombraría finalmente «When I Kissed The Teacher».
El 19 y 20 de julio se completan las canciones «Tiger», «Dum Dum Diddle» y «Funky Feet» aunque esta última, hasta diciembre de 2022, no ha sido publicada por el grupo. La balada «My Love, My Life» fue grabada a fines de las sesiones para el álbum el 20 de agosto. La letra del demo de la canción, llamado «Monsieur, Monsieur», habla sobre un amor que Björn tuvo en Francia cuando era más joven y había sido grabada previamente en julio.
El 27 de agosto, después de cuatro meses de haber comenzado a grabarla, se finaliza el tema «Why Did It Have To Be Me?» y finalmente el 30 de agosto, el tema que la da nombre al álbum es grabado. «Arrival» fue la segunda y última pista instrumental incluida en un álbum de ABBA, que posteriormente sería interpretada por diferentes artistas como Mike Oldfield, Petula Clark o Sarah Brightman, y con su conclusión finalizaron las sesiones de grabación del álbum.

## Lanzamientos
Arrival fue lanzado por primera vez en Suecia el 11 de octubre de 1976 siendo publicado en Europa en las siguientes semanas. En América el álbum salió a la venta en noviembre de 1976. En Australia y Nueva Zelanda, el álbum fue publicado en enero de 1977 incluyendo «Fernando» en la lista de temas. La llamada "Deluxe Edition", fue lanzada el 11 de octubre de 2006, para conmemorar el 30.º aniversario del lanzamientio original del álbum, y es la remasterización más reciente hecha al álbum.

### Variaciones
| País            | Año  | Formato  | N.º de Catálogo       | Comentarios           |
| --------------- | ---- | -------- | --------------------- | --------------------- |
| Suecia          | 1976 | LP       | Polar POLS 272        | Versión original      |
| Estados Unidos  | 1976 | LP       | Melba - LDA 20238     | Diferente portada     |
| Unión Soviética | 1977 | LP       | Melodía - C60 - 11057 | Diferente portada     |
| Suecia          | 1997 | CD       | Polydor - 533 981-2   | Primera masterización |
| Suecia          | 2001 | CD       | Polar - 549 953-2     | Segunda masterización |
| Suecia          | 2005 | CD       | Polar - 0602498723159 | Tercera masterización |
| Suecia          | 2006 | CD y DVD | Polydor - 985836-2    | "Deluxe Edition"      |

## Lista De Temas

### LP Original (1976)
| Lado A |                             |                                               |          |  |
| N.º    | Título                      | Escritor(es)                                  | Duración |  |
| 1.     | «When I Kissed The Teacher» | Benny Andersson, Björn Ulvaeus                | 3:01     |  |
| 2.     | «Dancing Queen»             | Stig Anderson, Benny Andersson, Björn Ulvaeus | 3:44     |  |
| 3.     | «My Love, My Life»          | Stig Anderson, Benny Andersson, Björn Ulvaeus | 3:51     |  |
| 4.     | «Dum Dum Diddle»            | Benny Andersson, Björn Ulvaeus                | 2:53     |  |
| 5.     | «Knowing Me, Knowing You»   | Stig Anderson, Benny Andersson, Björn Ulvaeus | 4:01     |  |
| 6.     | «Money, Money, Money»       | Benny Andersson, Björn Ulvaeus                | 3:06     |  |
| 7.     | «That's Me»                 | Stig Anderson, Benny Andersson, Björn Ulvaeus | 3:15     |  |
| 8.     | «Why Did It Have To Be Me?» | Benny Andersson, Björn Ulvaeus                | 3:20     |  |
| 9.     | «Tiger»                     | Benny Andersson, Björn Ulvaeus                | 2:55     |  |
| 10.    | «Arrival»                   | Benny Andersson, Björn Ulvaeus                | 3:00     |  |

### Remasterizaciones
| Edición de 1997 |                                                                              |              |          |  |
| N.º             | Título                                                                       | Escritor(es) | Duración |  |
| 11.             | «Fernando / Swedish Version» (Aparece en el lanzamiento Anniversary Edition) | Frida        | 4:12     |  |
| 37:24           |                                                                              |              |          |  |

## Temas adicionales
| Edición de 2005 en The Complete Studio Recordings |                                                                                |                                                                                      |          |  |
| N.º                                               | Título                                                                         | Escritor(es)                                                                         | Duración |  |
| 12.                                               | «Happy Hawaii» (Lado B de "Knowing Me, Knowing You")                           | Stig Anderson, Benny Andersson, Björn Ulvaeus                                        | 4:25     |  |
| 13.                                               | «La Reina Del Baile» (Versión en español de "Dancing Queen")                   | Stig Anderson, Benny Andersson, Björn Ulvaeus, Budy McCluskey, Mary McCluskey        | 4:03     |  |
| 14.                                               | «Conociéndome, Conociéndote» (Versión en español de "Knowing Me, Knowing You") | Stig Anderson, Benny Andersson, Björn Ulvaeus, Budy McCluskey, Mary McCluskey        | 4:04     |  |
| 15.                                               | «Fernando» (Versión en español)                                                | Stig Anderson, Benny Andersson, Björn Ulvaeus, Budy McCluskey, Mary McCluskey, Frida | 4:17     |  |
| 54:24                                             |                                                                                |                                                                                      |          |  |

| "Deluxe Edition" de 2006 |                                                                                |                                                                                      |          |  |
| N.º                      | Título                                                                         | Escritor(es)                                                                         | Duración |  |
| 12.                      | «Happy Hawaii» (Lado B de "Knowing Me, Knowing You")                           | Stig Anderson, Benny Andersson, Björn Ulvaeus                                        | 4:25     |  |
| 13.                      | «Fernando» (Versión en español)                                                | Stig Anderson, Benny Andersson, Björn Ulvaeus, Budy McCluskey, Mary McCluskey, Frida | 4:17     |  |
| 14.                      | «La Reina Del Baile» (Versión en español de "Dancing Queen")                   | Stig Anderson, Benny Andersson, Björn Ulvaeus, Budy McCluskey, Mary McCluskey        | 4:03     |  |
| 15.                      | «Conociéndome, Conociéndote» (Versión en español de "Knowing Me, Knowing You") | Stig Anderson, Benny Andersson, Björn Ulvaeus, Budy McCluskey, Mary McCluskey        | 4:04     |  |
| 16.                      | «Fernando» (Versión en sueco solo cantada por Frida)                           | Frida                                                                                | 4:14     |  |
| 58:38                    |                                                                                |                                                                                      |          |  |

## DVD (30.º aniversario)
- 1. ABBA-dabba-dooo!!

El legendario especial de televisión de 1976, originalmente transmitido en noviembre de 1976, fue el primero en mostrar lo que sería después conocido como la "Abbamanía", incluye entrevistas individuales con los miembros. Un especial de 1 hora donde fueron interpretadas 8 canciones del álbum Arrival. Estas son: «Knowing Me, Knowing You», «When I Kissed The Teacher» (este es una mezcla diferente a la encontrada en el álbum), «Dum Dum Diddle» (en vivo), «My Love, My Life», «Money, Money, Money», «Tiger» y «Why Did It Have To Be Me» (en vivo).
- 2. Dancing Queen

Esta presentación fue tomada el especial de televisión de la Alemania Oriental Lo Mejor de ABBA/ Musikladen Extra, filmado en enero de 1976.
- 3. Fernando

Tomada de Top Of The Pops de abril de 1976, con una versión alternativa de la canción.
- 4. Happy Hawaii

Esta versión en caricatura de «Happy Hawaii» iba a hacer contemplada para una serie de caricaturas de ABBA, integrada en 1976. El proyecto fue cancelado con posterioridad no sin antes terminar de hacer el video.
- 5. Dancing Queen Sesión de Grabación

Unas raras tomas de una grabación de ABBA de la que sería su más exitosa canción. Estas escenas han sido vistas en otros programas, pero esta selección incluye cada una de las tomas realizadas en esta sesión, que originalmente corresponden al programa documental sueco, Mr. Trendsetter.
- 6. ABBA en Londres, noviembre de 1976

Un vistazo de la visita de ABBA a Londres para promocionar el álbum Arrival. El reportaje completo de esta visita fue tomado de la sección «Young Nation» del programa titulado Nationwide y no se había vuelto a ver desde su transmisión en noviembre de 1976.
- 7. El Éxito de ABBA en 1976 – Reporte de Noticias

Este reporte, captando a ABBA en 1976, fue originalmente transmitido en el noticiero sueco Rapport en diciembre de 1976.
- 8. Arrival comercial de televisión I
- 9. Arrival comercial de televisión II

Dos diferentes comerciales para promocional el álbum transmitidos en el Reino Unido a principios de 1977.
- 10. Galería de Portadas Internacionales

Una galería de cada carátula o sencillo del álbum Arrival de todo el mundo.

## Recepción

### Listas de popularidad
Arrival fue un álbum número uno en más de diez países de distintos continentes, convirtiéndose en el primer álbum número uno de ABBA en un país de América. También fue su primer álbum que llegó al Top 20 del Billboard 200 en Estados Unidos, y su primer álbum de estudio número uno en el Reino Unido. En el 2006, la "Deluxe Edition" entró a las listas de Holanda, alcanzando por una semana el puesto 85.
| Lista                                     | Posición |
| ----------------------------------------- | -------- |
| Alemania Top 50 Media Control Álbum Chart | 1        |
| Australia Top 50 ARIA Álbum Chart         | 1        |
| Bélgica Top 50 Álbum Chart                | 1        |
| Finlandia Suosikki Álbum Chart            | 1        |
| Holanda Top 50 Álbum Chart                | 1        |
| México Lista de Álbumes Internacionales   | 1        |
| Noruega Top 40 VG Álbum Chart             | 1        |
| Nueva Zelanda Top 40 RIANZ Álbum Chart    | 1        |
| UK Álbum Chart                            | 1        |
| Suecia Top 60 Álbum Chart                 | 1        |
| Zimbabue Top 20 Álbum Chart               | 1        |
| Finlandia Top 40 YLE Álbum Chart          | 2        |
| Japón Top 100 Oricon Álbum Chart          | 3        |
| Canadá Top 50 Álbum Chart                 | 4        |
| Suecia Álbumes a Mitad de Precio          | 10       |
| Austria Top 20 Álbum Chart                | 12       |
| Italia Hitparade Chart                    | 12       |
| Billboard 200                             | 20       |
| E.U. Top 200 Record World Álbum Chart     | 39       |
| E.U. Top 200 Cashbox Álbum Chart          | 43       |
| Holanda Mega Álbum Top 100                | 85       |

### Ventas y certificaciones
Arrival es el álbum de estudio más vendido del grupo, recibiendo trece certificaciones por sus ventas en distintas partes del mundo. Junto a cifras dadas por Oricon (644.680) y por la revista ABBA Express (54.000) las ventas del álbum ascienden a más de 7 millones de copias certificadas en discos de platino, diamante y oro en diferentes listas del mundo. Se considera que el álbum marco una pauta para el grupo, internacionalizando su popularidad a nivel mundial, logrando ser el álbum más vendido de 1976 consiguiendo superar los 10 millones de copias en certificadas a nivel mundial. De este modo se ha convertido en el álbum de estudio más vendido de ABBA.
| País/Organización | Certificación | Ventas    |
| ----------------- | ------------- | --------- |
| RIANZ             | Platino X 10  | 150,000   |
| IFPI              | Diamante      | 1,200,000 |
| IFPI              | Platino X 5   | 200,420   |
| CRIA              | Platino X 5   | 500,000   |
| IFPI              | Platino X 5   | 2;000,000 |
| BPI               | Platino       | 1;653.225 |
| SNEP              | Platino X 2   | 600,000   |
| ARIA              | Oro X 21      | 735,000   |
| NVPI              | Oro           | 50,000    |
| IFPI              | Oro           | 20,000    |
| ZPAV              | Oro           | 20,000    |
| IFPI              | Oro           | 10,000    |
| RIAA              | Oro           | 500,000   |

### Críticas
Arrival fue uno de los álbumes del grupo que recibió mejores críticas, principalmente por su contenido, como dice Bruce Eder de Allmusic: "El disco está lleno de material brillante", dándole cuatro estrellas y media de cinco. También George Starostin escribe: "Contiene quizás el más grande conjunto de éxitos, pero el material menos conocido también es muy aceptable", dándole nueve estrellas de diez y clasificándolo como "simplemente excelente" En cuanto a la calidad de la música Adrian Dennig dice: "El pop es una cosa muy difícil para darle forma. Esto requiere verdadero talento. Al parecer, ABBA tenía ese talento cuando grabó el álbum" dándole ocho estrellas y media de diez. El crítico de la revista Rolling Stone Ken Tucker afirma : "Arrival es el disco más tranquilo, puro, y en ese sentido, radical de ABBA hasta la fecha". Finalmente en el sitio web Amazon.com, Everett True dice que "Arrival es un disco super seguro y super refinado, y fue en su momento un disco imparable". El crítico Sebas E. Alonso de Jenesaispop.com lo considera su primer gran disco indicando "Bien sea por sus melodías características o esas voces empastadas tan particulares, Arrival logra terminarse como un trabajo muy bien unificado, conteniendo los citados elementos de rock y disco(...) definitivamente poniendo el pop sueco en el mapa mundial cuando Max Martin apenas había nacido".

## Personal
ABBA
- Benny Andersson – sintetizador, piano, acordeón, campanas tubulares, teclado, marimba y voces
- Agnetha Fältskog – voces
- Anni-Frid Lyngstad – voces
- Björn Ulvaeus – guitarra acústica, guitarra eléctrica y voces

Personal Adicional
- Ola Brunkert – cuerdas y batería
- Lars Carlsson – saxofón
- Anders Dahl – cuerdas
- Malando Gassama – percusión y rhythm
- Anders Glenmark – guitarra eléctrica
- Rutger Gunnarsson – bajo
- Roger Palm – cuerdas y batería
- Janne Schaffer – guitarra eléctrica
- Lasse Wellander – guitarra acústica y guitarra eléctrica

### Producción
- Productores: Benny Andersson y Björn Ulvaeus
- Ingeniero: Michael B. Tretow
- Arreglos: Benny Andersson, Björn Ulvaeus y Sven-Olof Walldoff
- Arreglos de cuerdas: Rutger Gunnarsson
- Diseño de la portada: Ola Lager y Rune Söderqvist
- Fotografía: Ola Lager